# Sainte-Hélène-Bondeville
Pour les articles homonymes, voir Sainte-Hélène et Bondeville (homonymie).
Sainte-Hélène-Bondeville est une commune française située dans le département de la Seine-Maritime en région Normandie.
Les deux communes de Bondeville et de Sainte-Hélène sont réunies en une seule par une ordonnance de Charles X, en juillet 1826.

## Géographie
| Életot                |                          | Écretteville-sur-Mer |
| Senneville-sur-Fécamp | Sainte-Hélène-Bondeville | Angerville-la-Martel |
|                       | Colleville               |                      |

Commune agricole, située dans le pays de Caux, à environ 10 km au nord-est de Fécamp, à la jonction de la D 78 et D 925.

### Hydrographie
La commune est située dans le bassin Seine-Normandie. Elle n'est drainée par aucun cours d'eau,.

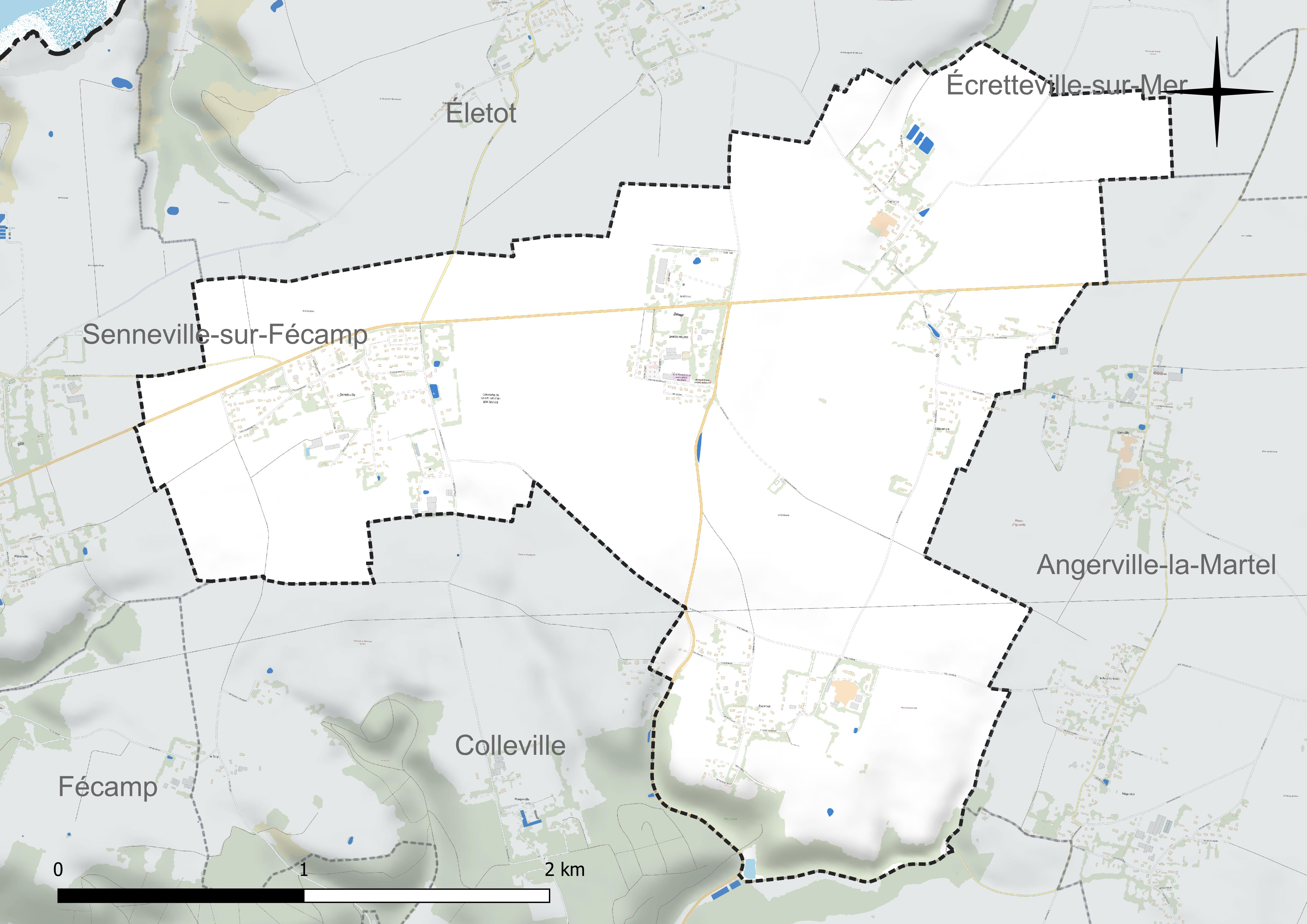
Réseau hydrographique de Sainte-Hélène-Bondeville.

### Climat
Pour des articles plus généraux, voir Climat de la Normandie et Climat de la Seine-Maritime.
En 2010, le climat de la commune est de type climat océanique franc, selon une étude du CNRS s'appuyant sur une série de données couvrant la période 1971-2000. En 2020, Météo-France publie une typologie des climats de la France métropolitaine dans laquelle la commune est exposée à un climat océanique et est dans la région climatique Côtes de la Manche orientale, caractérisée par un faible ensoleillement (1 550 h/an) ; forte humidité de l’air (plus de 20 h/jour avec humidité relative > 80 % en hiver), vents forts fréquents. Parallèlement le GIEC normand, un groupe régional d’experts sur le climat, différencie quant à lui, dans une étude de 2020, trois grands types de climats pour la région Normandie, nuancés à une échelle plus fine par les facteurs géographiques locaux. La commune est, selon ce zonage, exposée à un « climat maritime », correspondant au Pays de Caux, frais, humide et pluvieux, légèrement plus frais que dans le Cotentin.
Pour la période 1971-2000, la température annuelle moyenne est de 10,5 °C, avec une amplitude thermique annuelle de 13 °C. Le cumul annuel moyen de précipitations est de 902 mm, avec 13,2 jours de précipitations en janvier et 8,9 jours en juillet. Pour la période 1991-2020, la température moyenne annuelle observée sur la station météorologique la plus proche, située sur la commune d'Ectot-lès-Baons à 29 km à vol d'oiseau, est de 10,8 °C et le cumul annuel moyen de précipitations est de 905,5 mm,. Pour l'avenir, les paramètres climatiques de la commune estimés pour 2050 selon différents scénarios d’émission de gaz à effet de serre sont consultables sur un site dédié publié par Météo-France en novembre 2022.

## Urbanisme

### Typologie
Au 1er janvier 2024, Sainte-Hélène-Bondeville est catégorisée commune rurale à habitat dispersé, selon la nouvelle grille communale de densité à sept niveaux définie par l'Insee en 2022.
Elle est située hors unité urbaine. Par ailleurs la commune fait partie de l'aire d'attraction de Fécamp, dont elle est une commune de la couronne,. Cette aire, qui regroupe 26 communes, est catégorisée dans les aires de moins de 50 000 habitants,.

### Occupation des sols
L'occupation des sols de la commune, telle qu'elle ressort de la base de données européenne d’occupation biophysique des sols Corine Land Cover (CLC), est marquée par l'importance des territoires agricoles (87,3 % en 2018), une proportion identique à celle de 1990 (87,3 %). La répartition détaillée en 2018 est la suivante : 
terres arables (74 %), zones urbanisées (9,4 %), prairies (9,2 %), zones agricoles hétérogènes (4,1 %), forêts (3,3 %). L'évolution de l’occupation des sols de la commune et de ses infrastructures peut être observée sur les différentes représentations cartographiques du territoire : la carte de Cassini (XVIIIe siècle), la carte d'état-major (1820-1866) et les cartes ou photos aériennes de l'IGN pour la période actuelle (1950 à aujourd'hui).

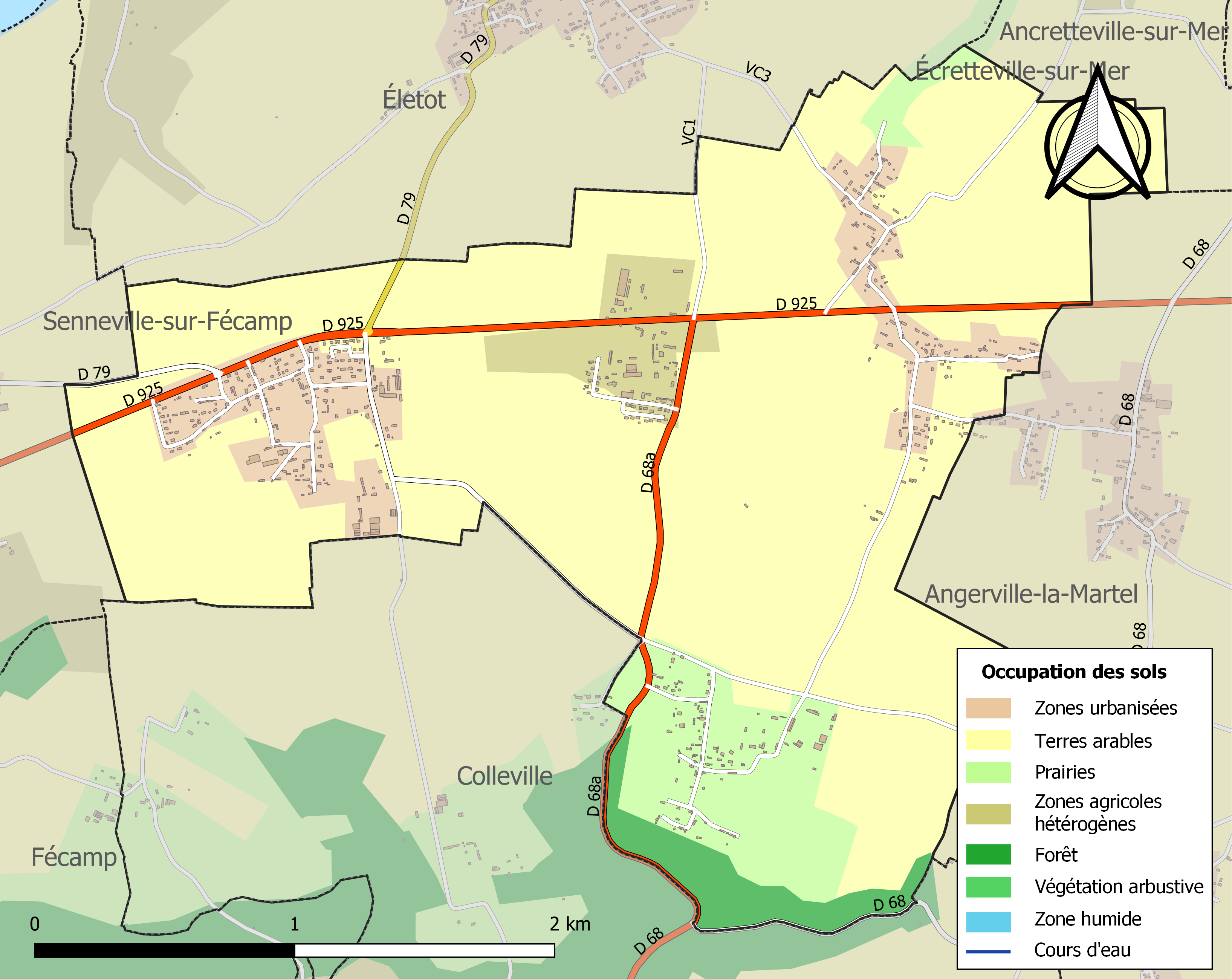
Carte des infrastructures et de l'occupation des sols de la commune en 2018 (CLC).

## Toponymie
Sainte-Hélène est attestée sous la forme Ecclesiam Sancte Helene vers 1060,, Sancta Helena vers 1240, Sancta Elena en 1337, Sainte Elaine d'Auberville en 1371, Parroise de Sainte Elaine d'Auberville1412, Saincte Helaine en 1431, Sainte Hélène en 1713.
Bondeville est attestée sous la forme Bondevilla en 1198.

## Histoire
La commune de Sainte-Hélène est réunie à celle de Bondeville sous le nom de Sainte-Hélène-Bondeville par ordonnance royale du 19 juillet 1826.

## Politique et administration

### Liste des maires
| Période                                  | Période                    | Identité         | Étiquette | Qualité                                           |
| ---------------------------------------- | -------------------------- | ---------------- | --------- | ------------------------------------------------- |
| Les données manquantes sont à compléter. |                            |                  |           |                                                   |
|                                          |                            | Michel Rousselet |           |                                                   |
| mars 2001                                | mai 2020                   | Dominique Leplay |           | Retraité agricole                                 |
| mai 2020                                 | En cours (au 10 août 2020) | Éric Rousselet   |           | Représentant de commerce Fils de Michel Rousselet |

## Démographie
L'évolution du nombre d'habitants est connue à travers les recensements de la population effectués dans la commune depuis 1793. Pour les communes de moins de 10 000 habitants, une enquête de recensement portant sur toute la population est réalisée tous les cinq ans, les populations de référence des années intermédiaires étant quant à elles estimées par interpolation ou extrapolation. Pour la commune, le premier recensement exhaustif entrant dans le cadre du nouveau dispositif a été réalisé en 2007.

En 2022, la commune comptait 698 habitants, en évolution de −0,57 % par rapport à 2016 (Seine-Maritime : +0,35 %, France hors Mayotte : +2,11 %).
| 1793 | 1800 | 1806 | 1821 | 1831  | 1836  | 1841  | 1846 | 1851 |
| ---- | ---- | ---- | ---- | ----- | ----- | ----- | ---- | ---- |
| 570  | 600  | 685  | 695  | 1 048 | 1 059 | 1 038 | 949  | 901  |

| 1856 | 1861 | 1866 | 1872 | 1876 | 1881 | 1886 | 1891 | 1896 |
| ---- | ---- | ---- | ---- | ---- | ---- | ---- | ---- | ---- |
| 827  | 872  | 924  | 919  | 792  | 722  | 687  | 716  | 673  |

| 1901 | 1906  | 1911  | 1921 | 1926 | 1931 | 1936 | 1946 | 1954 |
| ---- | ----- | ----- | ---- | ---- | ---- | ---- | ---- | ---- |
| 661  | 1 314 | 1 352 | 560  | 546  | 518  | 472  | 471  | 455  |

| 1962 | 1968 | 1975 | 1982 | 1990 | 1999 | 2006 | 2007 | 2012 |
| ---- | ---- | ---- | ---- | ---- | ---- | ---- | ---- | ---- |
| 462  | 422  | 390  | 542  | 680  | 680  | 728  | 735  | 701  |

| 2017 | 2022 | - | - | - | - | - | - | - |
| ---- | ---- | - | - | - | - | - | - | - |
| 709  | 698  | - | - | - | - | - | - | - |

## Culture locale et patrimoine

### Lieux et monuments
- Église Sainte-Hélène.
- Ancienne église Saint-Pierre-et-Saint-Clair de Bondeville.

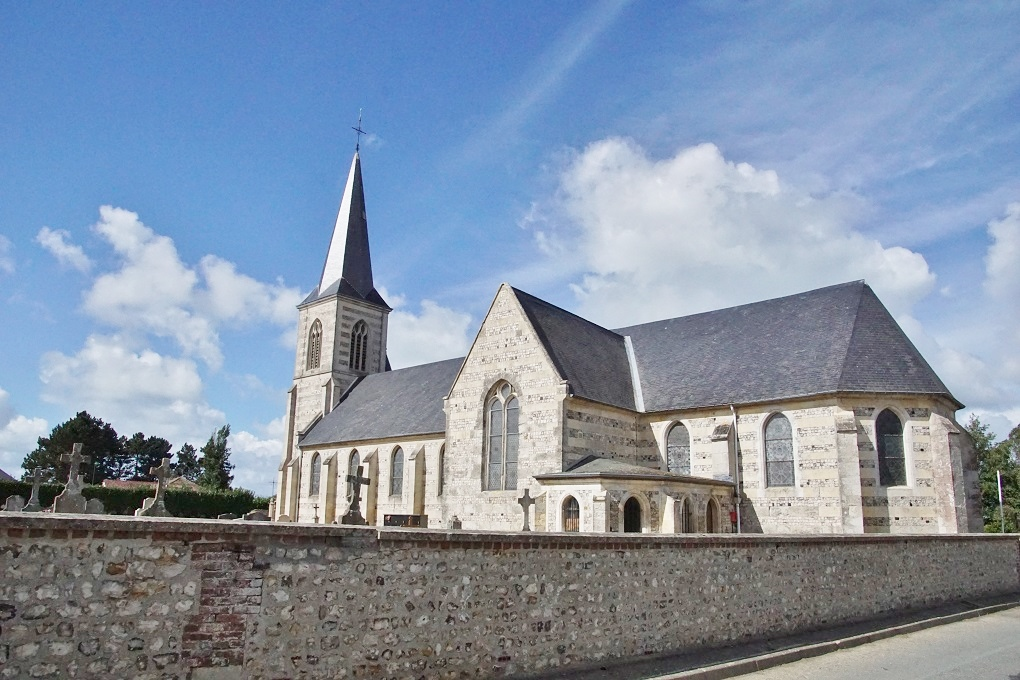
L'église paroissiale Sainte-Hélène.
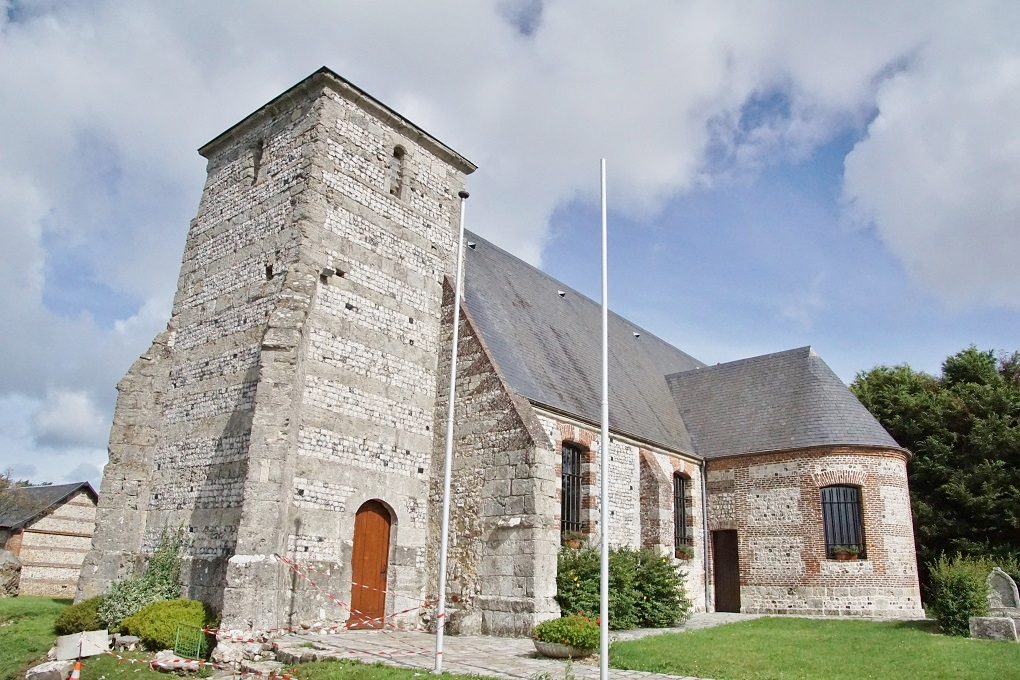
L'ancienne église Saint-Pierre-et-Saint-Clair.

### Héraldique
| Armes de Sainte-Hélène-Bondeville | Les armes de la commune de Sainte-Hélène-Bondeville se blasonnent ainsi : Deux écus : 1) D'azur à la tête de licorne d'argent surmontée de molettes d'or. 2) D’azur à trois glands versés d'or. |